# 歌謡ワイド速報!!
『歌謡ワイド速報!!』（かようワイドそくほう）は、1979年4月10日から同年9月4日までテレビ朝日系列局（日本テレビ系列とのクロスネット局だった青森放送と山口放送を除く）で放送されていたテレビ朝日製作の音楽番組である。放送時間は毎週火曜 19:30 - 20:51 （日本標準時）。

## 概要
火曜20:00枠で放送されていた『ベスト30歌謡曲』（第2期）の改題・拡大リニューアル版で、研ナオコと吉幾三と榊みちこが司会を、小川哲哉が進行役（情報担当）を、小林亜星がコメンテーターを務めていた。
内容は『ベスト30歌謡曲』とほぼ同じで、ランキングボードも同番組からの流用だったが、生放送という特性を生かして日本各地のスターの情報を伝えたり、衛星中継を使って海外のスターの情報を伝えたりしていた。

## 参考資料
- 朝日新聞縮刷版[どれ?]